# Selva de Bohemia
La selva de Bohemia (en alemán: Böhmerwald, pronunciación: /ˈbøːmɐˌvalt/ⓘ; en checo: Šumava, /ˈʃumava/ⓘ), pese a su nombre, es una cordillera europea de baja altitud y de unos 120 km de longitud que discurre a lo largo de la frontera germano-checo-austriaca. Por razones históricas, las partes alemana y checa tienen nombres distintos. En checo, la parte bohemia se llama Šumava y la bávara Bavorský les (Bosque bávaro), mientras que en alemán la parte bávara se denomina Bayerischer Wald (Selva de Baviera o Bosque bávaro).

## Geografía

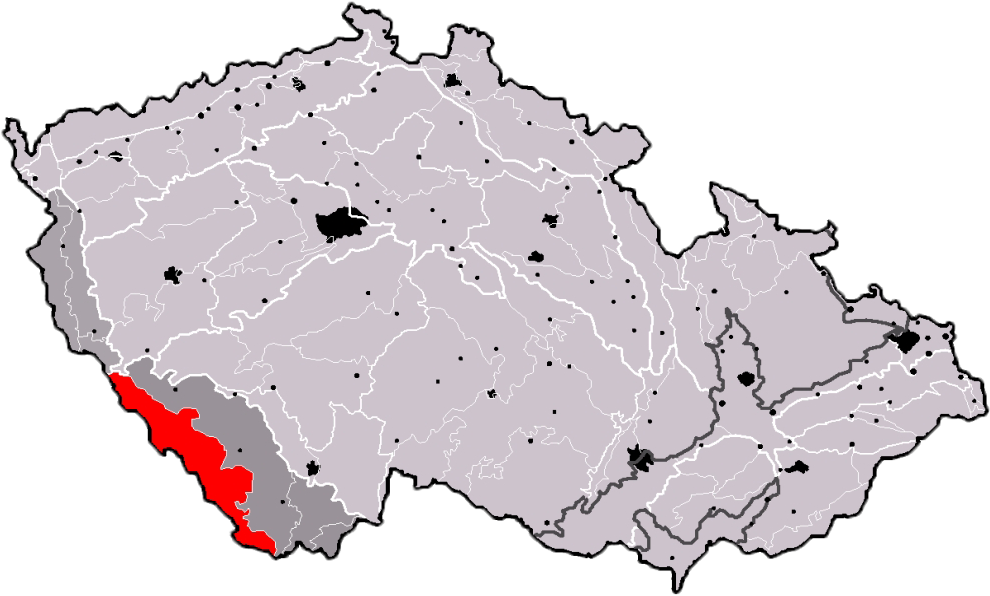
La parte checa de la Selva de Bohemia.

Las montañas se extienden desde el sur de Bohemia en la República Checa hasta Austria y Baviera. Suponen una frontera natural entre República Checa, Alemania y Austria. 
Las montañas son muy boscosas y tienen alturas de entre 800 y 1400 metros sobre el nivel del mar. El pico más alto es el Großer Arber (1456 m), en la vertiente bávara. En el lado bohemio el pico más alto es el Plechý (Plöckenstein) (1378 m). Las montañas están erosionadas, pues son geológicamente antiguas. El lago Jezerní slať tiene las temperaturas más bajas de Bohemia, con una media de 2 °C y una mínima histórica de -41.6 °C en 1987.